# Nati nel 1969/Agosto
| Questa pagina contiene informazioni ricavate automaticamente dalle voci biografiche con l'ausilio del template Bio e di un bot. L'aggiornamento è periodico e automatico e ricostruisce completamente la pagina. Se manca una persona in questa lista, sei pregato di non aggiungerla, ma accertati piuttosto che la sua voce biografica contenga il template Bio e che i dati anagrafici siano correttamente compilati. Se il template Bio manca, inseriscilo tu stesso o, in alternativa, metti l'avviso {{tmp\|Bio}} che ne segnala la mancanza. Se i dati riportati sono sbagliati, correggi direttamente la voce biografica; le modifiche saranno visibili in questa lista entro pochi giorni. Per chiarimenti vedi il progetto biografie. La lista contiene solo le 292 persone che sono citate nell'enciclopedia e per le quali è stato implementato correttamente il template Bio. Pagina aggiornata al 10 ago 2025. |

- 1º agosto - Andrei Borissov, allenatore di calcio e ex calciatore estone
- 1º agosto - Alain Damasio, scrittore francese
- 1º agosto - Marco Antonio Di Renzo, ex ciclista su strada italiano
- 1º agosto - Tomasz Łapiński, ex calciatore polacco
- 1º agosto - Mariano Sotgia, ex calciatore italiano
- 1º agosto - Franco Vassallo, baritono italiano
- 1º agosto - David Wain, attore, regista e sceneggiatore statunitense
- 1º agosto - Naoki Yasuzaki, ex saltatore con gli sci giapponese
- 2 agosto - Jan Axel Blomberg, batterista norvegese
- 2 agosto - Cedric Ceballos, ex cestista e allenatore di pallacanestro statunitense
- 2 agosto - Fernando Couto, dirigente sportivo, allenatore di calcio e ex calciatore portoghese
- 2 agosto - DJ Toomp, disc jockey e produttore discografico statunitense
- 2 agosto - Alessio Delpiano, allenatore di calcio, dirigente sportivo e ex calciatore italiano
- 2 agosto - Badara Diatta, arbitro di calcio senegalese
- 2 agosto - Neil Fuller, atleta paralimpico australiano
- 2 agosto - Borce Gjurev, allenatore di calcio e ex calciatore macedone
- 2 agosto - Nazim Hüseynov, ex judoka sovietico
- 2 agosto - Erik Meijer, ex calciatore olandese
- 2 agosto - Angélica Rivera, attrice e cantante messicana
- 2 agosto - Terrence Warren, ex giocatore di football americano statunitense
- 3 agosto - Norman Bowman, attore britannico
- 3 agosto - Vira Carbone, giornalista e conduttrice televisiva italiana
- 3 agosto - Rafal E. Dunin-Borkowski, fisico britannico
- 3 agosto - Bolivia Gaytán, ex cestista messicana
- 3 agosto - Anne Marie Loder, attrice canadese
- 3 agosto - Takehiro Murozono, doppiatore giapponese
- 3 agosto - Yuko Oita, ex calciatrice giapponese
- 3 agosto - Doug Overton, ex cestista e allenatore di pallacanestro statunitense
- 3 agosto - Roberto Putelli, allenatore di calcio e ex calciatore italiano
- 4 agosto - Max Cavalera, cantante e chitarrista brasiliano
- 4 agosto - DJ Enzo, disc jockey e rapper italiano
- 4 agosto - Michael DeLuise, attore statunitense
- 4 agosto - Guillermo García, ex calciatore salvadoregno
- 4 agosto - Dylan Howe, batterista e compositore britannico
- 4 agosto - Vlad Ivanov, attore rumeno
- 4 agosto - Yoshiteru Konishi, pilota motociclistico giapponese
- 4 agosto - Markus Kranz, ex calciatore tedesco
- 4 agosto - Diego Latorre, ex calciatore argentino
- 4 agosto - Matt Lucena, ex tennista statunitense
- 4 agosto - Jojo Moyes, scrittrice, sceneggiatrice e giornalista inglese
- 4 agosto - Stefano Sottili, allenatore di calcio e ex calciatore italiano
- 4 agosto - Lokoua Taufahema, ex calciatore tongano
- 4 agosto - Fenella Woolgar, attrice britannica
- 5 agosto - Halle Cioffi, ex tennista statunitense
- 5 agosto - Romulo Peña Jr., politico filippino
- 5 agosto - Marco Spangaro, ex cestista e allenatore di pallacanestro italiano
- 5 agosto - Karl Theobald, attore britannico
- 6 agosto - Teddy Bertin, ex calciatore francese
- 6 agosto - Giuseppe Bisantis, giornalista italiano
- 6 agosto - Mike Budenholzer, allenatore di pallacanestro, dirigente sportivo e ex cestista statunitense
- 6 agosto - Chris Edgerly, attore e doppiatore statunitense
- 6 agosto - Álvaro Enrigue, scrittore messicano
- 6 agosto - Massimo Grima, ex calciatore maltese
- 6 agosto - Alessandro Lorenzoni, allenatore di pallavolo e ex pallavolista italiano
- 6 agosto - Raúl Peralta, ex calciatore argentino
- 6 agosto - Elliott Smith, cantautore e musicista statunitense († 2003)
- 6 agosto - İsa Turan, allenatore di calcio e ex calciatore turco
- 7 agosto - Khalid Boulami, ex mezzofondista marocchino
- 7 agosto - Todd Brunson, giocatore di poker statunitense
- 7 agosto - Gianni Cavezzi, allenatore di calcio e ex calciatore italiano
- 7 agosto - Andrea Denegri, disegnatore e sceneggiatore italiano
- 7 agosto - Domino Harvey, cacciatrice di taglie britannica († 2005)
- 7 agosto - Paul Lambert, allenatore di calcio e ex calciatore scozzese
- 7 agosto - Mariko Muramatsu, ex cestista giapponese
- 7 agosto - Aleksej Fajzullaevič Sultanov, pianista russo († 2005)
- 8 agosto - Luca Cristofani, allenatore di pallavolo italiano
- 8 agosto - Adrian Delia, politico e avvocato maltese
- 8 agosto - Vegard Hansen, allenatore di calcio e calciatore norvegese
- 8 agosto - Patrick van Leeuwen, allenatore di calcio e ex calciatore olandese
- 8 agosto - Davide Lorenzini, tuffatore italiano
- 8 agosto - Roger Nilsen, allenatore di calcio e ex calciatore norvegese
- 8 agosto - Petra Thorén, ex tennista finlandese
- 8 agosto - Wang Fei, cantante e attrice cinese
- 8 agosto - Steve Wilks, ex giocatore di football americano e allenatore di football americano statunitense
- 9 agosto - Sandy Altermatt, conduttrice televisiva, conduttrice radiofonica e giornalista svizzera
- 9 agosto - Massimo Cicconi, allenatore di calcio e ex calciatore italiano
- 9 agosto - Daniele Comoglio, sassofonista italiano
- 9 agosto - Sofiane Fekih, ex calciatore tunisino
- 9 agosto - Per Henricsson, ex tennista svedese
- 10 agosto - Alessandro Finazzo, chitarrista, compositore e produttore discografico italiano
- 10 agosto - Stephen Frail, allenatore di calcio e ex calciatore scozzese
- 10 agosto - Aline Küppenheim, attrice cilena
- 10 agosto - Mariam Petrosyan, fumettista, pittrice e scrittrice armena
- 10 agosto - Misty Rain, ex attrice pornografica e regista statunitense
- 11 agosto - Dru Berrymore, ex attrice pornografica tedesca
- 11 agosto - Luís Domingos António Cazengue, ex calciatore angolano
- 11 agosto - Enzo De Fusco, opinionista italiano
- 11 agosto - Ashley Jensen, attrice britannica
- 11 agosto - Robert Van Damme, ex attore pornografico ceco
- 12 agosto - Paolo Persi, attore italiano
- 12 agosto - Ri Hak-son, ex lottatore nordcoreano
- 12 agosto - Hélio Sousa, ex calciatore e allenatore di calcio portoghese
- 12 agosto - Tanita Tikaram, cantante e cantautrice britannica
- 12 agosto - Fran Torres, allenatore di calcio a 5 e ex giocatore di calcio a 5 spagnolo
- 13 agosto - Giacobbe Fragomeni, ex pugile italiano
- 13 agosto - Karl Groom, produttore discografico, tecnico del suono e chitarrista britannico
- 13 agosto - Midori Itō, ex pattinatrice artistica su ghiaccio giapponese
- 13 agosto - Emil Kremenliev, ex calciatore bulgaro
- 13 agosto - Li Chunxiu, ex marciatrice cinese
- 13 agosto - Enrico Marini, fumettista italiano
- 13 agosto - Magdalena Martullo-Blocher, imprenditrice e politica svizzera
- 14 agosto - Nadežda Aleksieva, ex biatleta bulgara
- 14 agosto - Alberto Boggio, ex calciatore argentino
- 14 agosto - Tracy Caldwell Dyson, astronauta statunitense
- 14 agosto - Claudia Catani, doppiatrice e direttrice del doppiaggio italiana
- 14 agosto - Filippo Domenicali, velista italiano
- 14 agosto - Paul Loga, ex calciatore camerunese
- 14 agosto - Roberto Malgesini, presbitero italiano († 2020)
- 14 agosto - Annamaria Marasi, dirigente sportiva e ex pallavolista italiana
- 14 agosto - Panagiōtīs Pounnas, ex calciatore cipriota
- 14 agosto - Maj Helen Sorkmo, ex fondista norvegese
- 14 agosto - Trey Spruance, compositore e produttore discografico statunitense
- 14 agosto - Stig Tøfting, ex calciatore danese
- 14 agosto - Ferro Tontini, ex calciatore italiano
- 15 agosto - Yoshiyuki Abe, ex ciclista su strada giapponese
- 15 agosto - Justin Broadrick, musicista, compositore e chitarrista britannico
- 15 agosto - Bernard Fanning, cantante australiano
- 15 agosto - John Fetterman, politico statunitense
- 15 agosto - Gianni Flamigni, allenatore di calcio e ex calciatore italiano
- 15 agosto - Erin Gruwell, insegnante e scrittrice statunitense
- 15 agosto - Edwin Grünholz, allenatore di calcio, ex calciatore e ex giocatore di calcio a 5 olandese
- 15 agosto - Mark Heese, ex giocatore di beach volley canadese
- 15 agosto - Naoto Itō, ex saltatore con gli sci giapponese
- 15 agosto - Cris Judd, ballerino, coreografo e attore statunitense
- 15 agosto - Pemeyeke Désiré-Marie Mboko Lagriffe, artista camerunese
- 15 agosto - Juli Minoves Triquell, politico, diplomatico e scrittore andorrano
- 15 agosto - Massimiliano Mirabelli, dirigente sportivo italiano
- 15 agosto - Carlos Roa, allenatore di calcio e ex calciatore argentino
- 15 agosto - Antonio Saccone, politico italiano
- 15 agosto - Masaya Takatsuka, doppiatore giapponese
- 16 agosto - Ben Coates, ex giocatore di football americano statunitense
- 16 agosto - Andrea Ferrazzi, politico e autore televisivo italiano
- 16 agosto - Kate Higgins, doppiatrice, cantante e pianista statunitense
- 16 agosto - Ihor Korobčyns'kyj, ex ginnasta ucraino
- 16 agosto - Andy Milder, attore statunitense
- 16 agosto - Yvan Muller, pilota automobilistico francese
- 16 agosto - Sergio Romagnoli, politico italiano
- 16 agosto - Stanislav Suchina, ex arbitro di calcio russo
- 16 agosto - Valentina Turisini, tiratrice a segno italiana
- 17 agosto - Dot Allison, musicista e cantante scozzese
- 17 agosto - David Bernhardt, politico statunitense
- 17 agosto - Markus Gisdol, allenatore di calcio e ex calciatore tedesco
- 17 agosto - Dick Togo, wrestler giapponese
- 17 agosto - Sandro Guerra, ex pattinatore artistico a rotelle italiano
- 17 agosto - Christian Laettner, ex cestista e allenatore di pallacanestro statunitense
- 17 agosto - Lin Chao-Huang, ex giocatore di baseball taiwanese
- 17 agosto - Edyta Małoszyc, pentatleta polacca
- 17 agosto - Maria Strandlund, ex tennista svedese
- 17 agosto - Massimo Strazzer, ex ciclista su strada e pistard italiano
- 17 agosto - Uhm Jung-hwa, attrice e cantante sudcoreana
- 17 agosto - Donnie Wahlberg, attore e cantante statunitense
- 18 agosto - Isaac Austin, ex cestista, allenatore di pallacanestro e dirigente sportivo statunitense
- 18 agosto - Serge Baguet, ciclista su strada belga († 2017)
- 18 agosto - Marco Campogiani, regista, sceneggiatore e scrittore italiano
- 18 agosto - Everlast, rapper e cantautore statunitense
- 18 agosto - Paulo Sérgio Gralak, ex calciatore brasiliano
- 18 agosto - Jay Guidinger, ex cestista statunitense
- 18 agosto - Tetsuya Honda, scrittore giapponese
- 18 agosto - Bobby Martin, ex cestista statunitense
- 18 agosto - Masta Killa, rapper statunitense
- 18 agosto - Mara Nimis, ex cestista e allenatrice di pallacanestro italiana
- 18 agosto - Edward Norton, attore, produttore cinematografico e regista statunitense
- 18 agosto - Dale Santon, ex rugbista a 15 sudafricano
- 18 agosto - Christian Slater, attore statunitense
- 18 agosto - Timothy D. Snyder, storico e saggista statunitense
- 18 agosto - Serhij Zajec', ex calciatore sovietico
- 19 agosto - Olapade Adeniken, ex velocista nigeriano
- 19 agosto - Paolo Bellino, ex ostacolista e dirigente sportivo italiano
- 19 agosto - Mariastella Bianchi, economista, giornalista e politica italiana
- 19 agosto - Anton Biloro, ex giocatore di calcio a 5 olandese
- 19 agosto - John Crowley, regista irlandese
- 19 agosto - Oscar Draguicevich, ex calciatore e ex giocatore di calcio a 5 statunitense
- 19 agosto - Nate Dogg, cantante e rapper statunitense († 2011)
- 19 agosto - Serhij Kljujev, politico ucraino
- 19 agosto - Slobodan Miletić, ex calciatore serbo
- 19 agosto - Paula Jai Parker, attrice statunitense
- 19 agosto - Matthew Perry, attore statunitense († 2023)
- 19 agosto - Emigdio Preciado Jr., criminale statunitense
- 19 agosto - Benjamim Romano, ex cestista angolano
- 19 agosto - Louīs Stefanī, ex calciatore cipriota
- 19 agosto - Clay Walker, cantante e attore statunitense
- 19 agosto - Ten'ya Yabuno, fumettista giapponese
- 20 agosto - Ariel Beltramo, ex calciatore argentino
- 20 agosto - Danilo Dončić, calciatore e allenatore di calcio serbo († 2024)
- 20 agosto - Martin Dougiamas, educatore e informatico australiano
- 20 agosto - Billy Gardell, attore e comico statunitense
- 20 agosto - André Kiesewetter, ex saltatore con gli sci tedesco
- 20 agosto - Giorgia Lepore, scrittrice e archeologa italiana
- 20 agosto - Ma Jian, ex cestista cinese
- 20 agosto - Aldo Monza, allenatore di calcio e ex calciatore italiano
- 20 agosto - Nico Stumpo, politico italiano
- 20 agosto - Alvise Zago, ex calciatore italiano
- 21 agosto - Nathan Jones, attore e powerlifter australiano
- 21 agosto - Alassane Bala Sakandé, politico e economista burkinabè
- 21 agosto - Abel Silva, allenatore di calcio e ex calciatore portoghese
- 22 agosto - Jörg Bode, allenatore di calcio e ex calciatore tedesco
- 22 agosto - Paul Chahidi, attore iraniano
- 22 agosto - Charles Musonda, ex calciatore zambiano
- 22 agosto - Joey Shaw, fotografo italiano
- 22 agosto - Bruno Tobback, avvocato e politico belga
- 22 agosto - Raffaele Verzillo, regista e sceneggiatore italiano
- 23 agosto - Dimitri Chomucha, ex calciatore e allenatore di calcio turkmeno
- 23 agosto - Errol Damelin, imprenditore sudafricano
- 23 agosto - Sabrina De Camillis, politica italiana
- 23 agosto - Kari Lake, politica e giornalista statunitense
- 23 agosto - Martin Minski, compositore di scacchi tedesco
- 23 agosto - Erzsébet Márkus, ex sollevatrice ungherese
- 23 agosto - Enrico Poitschke, dirigente sportivo e ex ciclista su strada tedesco
- 23 agosto - Hannes Reinmayr, ex calciatore austriaco
- 23 agosto - Folco Terzani, regista, scrittore e sceneggiatore italiano
- 23 agosto - Aggelos Tsolakīs, ex calciatore cipriota
- 24 agosto - Pierfrancesco Favino, attore e produttore cinematografico italiano
- 24 agosto - Jürg Grossen, politico svizzero
- 24 agosto - Sabino Iannuzzi, vescovo cattolico italiano
- 24 agosto - Jans Koerts, ex ciclista su strada olandese
- 24 agosto - Jean-Victor Lavril, ex calciatore francese
- 24 agosto - Cyrille Magnier, ex calciatore francese
- 24 agosto - Stefano Selva, tiratore a volo sammarinese
- 24 agosto - John Tobias, programmatore statunitense
- 25 agosto - Nicola Ciracì, politico italiano
- 25 agosto - Paula Cooper, criminale statunitense († 2015)
- 25 agosto - Francesca Donato, politica italiana
- 25 agosto - Paul Fenwick, ex calciatore canadese
- 25 agosto - Jamie Gold, giocatore di poker statunitense
- 25 agosto - Elly Hakami, ex tennista statunitense
- 25 agosto - Cameron Mathison, attore canadese
- 25 agosto - Alessandro Pozzi, ex ciclista su strada italiano
- 25 agosto - Rachel Shelley, attrice britannica
- 25 agosto - Carlo Villano, vescovo cattolico italiano
- 26 agosto - Nicole Arendt, ex tennista statunitense
- 26 agosto - Alessandra Di Sanzo, attrice italiana
- 26 agosto - Hedwig Funkenhauser, ex schermitrice tedesca
- 26 agosto - Paul Holsgrove, ex calciatore inglese
- 26 agosto - Mirco Mariani, cantautore, polistrumentista e compositore italiano
- 26 agosto - Radim Nečas, allenatore di calcio e ex calciatore ceco
- 26 agosto - Éric Perrot, ex velocista francese
- 26 agosto - Jorge Sanz, attore spagnolo
- 26 agosto - Eric Steinberg, attore statunitense
- 26 agosto - Adrian Young, batterista e percussionista statunitense
- 27 agosto - Eric Bergoust, ex sciatore freestyle statunitense
- 27 agosto - Maher Bouallegue, ex atleta paralimpico tunisino
- 27 agosto - Guido Maria Brera, dirigente d'azienda e scrittore italiano
- 27 agosto - Avril Haines, avvocata e funzionaria statunitense
- 27 agosto - René Henriksen, ex calciatore danese
- 27 agosto - César Millán, personaggio televisivo e scrittore messicano
- 27 agosto - Jean-Cyril Robin, ex ciclista su strada francese
- 27 agosto - Reece Shearsmith, comico, scrittore e illusionista britannico
- 27 agosto - Dario Tamburrano, politico italiano
- 27 agosto - Chandra Wilson, attrice statunitense
- 27 agosto - Mustafa Özer, allenatore di calcio e ex calciatore turco
- 28 agosto - Élise Ancion, sceneggiatrice, costumista e regista teatrale belga
- 28 agosto - Jack Black, attore, musicista e comico statunitense
- 28 agosto - Philipp Brammer, attore e doppiatore tedesco († 2014)
- 28 agosto - Moses Chikwalakwala, calciatore zambiano († 1993)
- 28 agosto - Amy Cissé, ex cestista francese
- 28 agosto - Aleksandrs Dibrivnijs, allenatore di calcio a 5, ex giocatore di calcio a 5 e ex calciatore lettone
- 28 agosto - Robert Englaro, allenatore di calcio e ex calciatore sloveno
- 28 agosto - Raffaele Fitto, politico italiano
- 28 agosto - Scott Forstall, ex dirigente d'azienda e programmatore statunitense
- 28 agosto - Mary McCartney, fotografa inglese
- 28 agosto - Anke Möhring, ex nuotatrice tedesca
- 28 agosto - Fernando Prado Ayuso, vescovo cattolico spagnolo
- 28 agosto - Jason Priestley, attore, regista e produttore televisivo canadese
- 28 agosto - Sheryl Sandberg, imprenditrice e funzionaria statunitense
- 28 agosto - Pierre Turgeon, ex hockeista su ghiaccio canadese
- 29 agosto - Espedito Chionna, allenatore di calcio e ex calciatore italiano
- 29 agosto - Camilla Fabbri, politica italiana
- 29 agosto - Milan Jagnešák, bobbista slovacco
- 29 agosto - Lucero, cantante, attrice e conduttrice televisiva messicana
- 29 agosto - Aliuska López, ex ostacolista e velocista cubana
- 29 agosto - Michael Stefano, attore pornografico e produttore cinematografico statunitense
- 29 agosto - Meshell Ndegeocello, cantautrice, rapper e bassista statunitense
- 29 agosto - Michael Pinnella, tastierista statunitense
- 29 agosto - Stephani Victor, ex sciatrice alpina statunitense
- 30 agosto - Salvatore Avallone, dirigente sportivo e ex calciatore italiano
- 30 agosto - Božidar Bandović, allenatore di calcio e ex calciatore montenegrino
- 30 agosto - Vladimir Jugović, ex calciatore serbo
- 30 agosto - Dylan Kidd, regista e sceneggiatore statunitense
- 30 agosto - Kent Osborne, attore statunitense
- 30 agosto - Angelo Tumminelli, produttore teatrale e imprenditore italiano
- 31 agosto - Victor Alexander, ex cestista statunitense
- 31 agosto - Simona Bencini, cantante italiana
- 31 agosto - Nathalie Bouvier, ex sciatrice alpina francese
- 31 agosto - Ermanno Brignoli, ex ciclista su strada italiano
- 31 agosto - Emilio Casalini, giornalista, conduttore televisivo e scrittore italiano
- 31 agosto - Jerico, cantautore italiano
- 31 agosto - Neil Covone, ex calciatore statunitense
- 31 agosto - Luis Cristaldo, ex calciatore argentino
- 31 agosto - Andrew Cunanan, serial killer statunitense († 1997)
- 31 agosto - Jonathan LaPaglia, attore australiano
- 31 agosto - Justo Ruiz, allenatore di calcio e ex calciatore spagnolo
- 31 agosto - Andrej Trefilov, ex hockeista su ghiaccio russo